# Acadèmia Reial de Belles Arts de Brussel·les

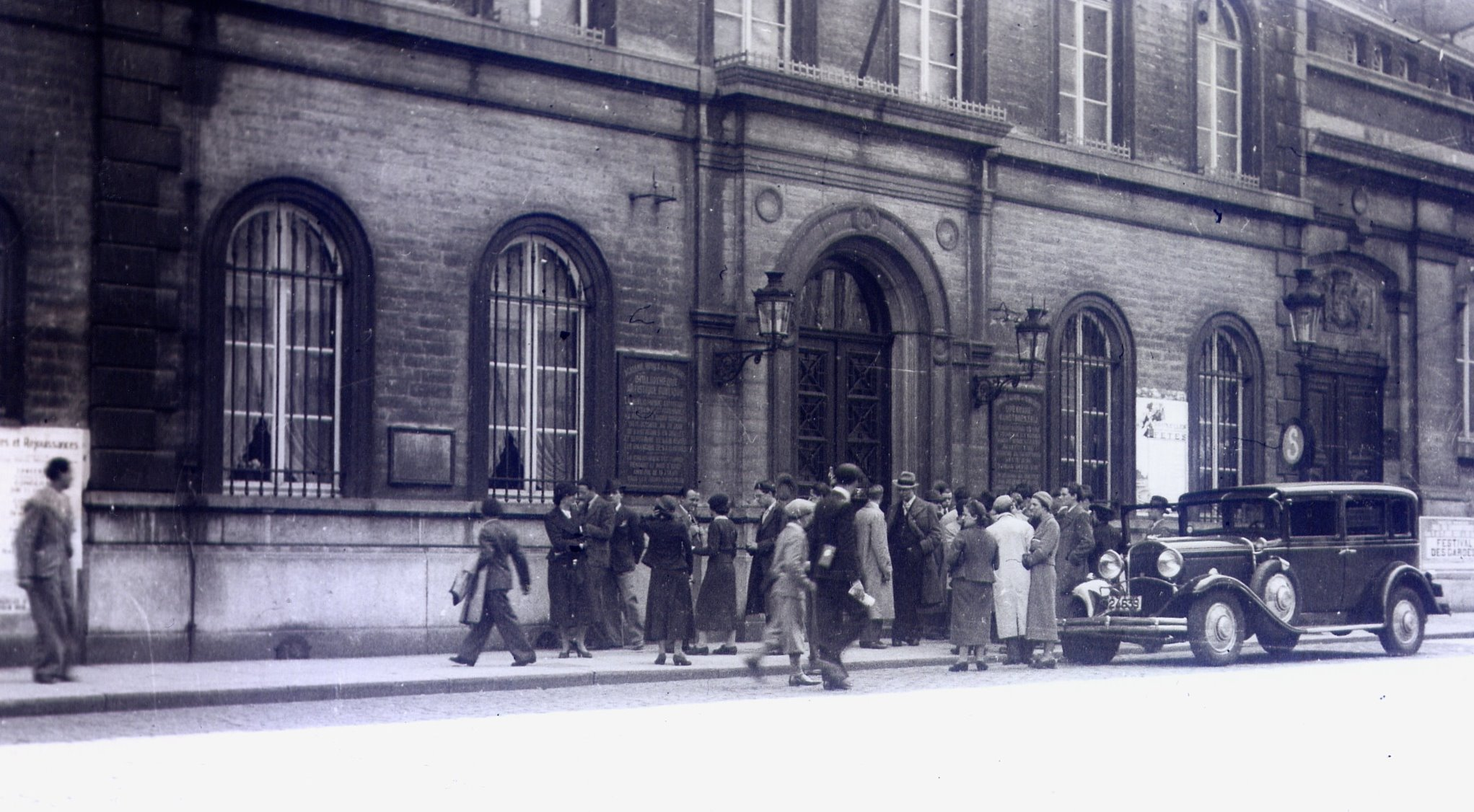
La Reial Acadèmia de Belles Arts de Brussel·les, rue du Midi, 13 de juny de 1935. A l'Acadèmia hi ha un grup d'estudiants francesos. El cotxe que està aparcat és de l'estudiant Robert Schuiten.

L'Acadèmia Reial de Belles Arts de Brussel·les (oficialment, i en francès, Académie royale des beaux-arts de Bruxelles, ARBA), és una escola d'art de la ciutat de Brussel·les, fundada el 1711.
La seva existència deriva de la història comunal de la ciutat. Ja el 1711, es va donar l'ús d'una sala de l'Ajuntament als degans dels pintors, escultors, teixidors i altres aficionats "per exercir l'art del dibuix". L'estructura de l'acadèmia és en realitat de 1768, com a conseqüència d'una gran subscripció.
Es tracta d'una escola, un lloc de la creativitat, de debat i, de vegades enfrontament entre diferents sensibilitats artístiques. El 1876 la institució es va traslladar a un convent i orfenat a la Rue du Midi, que es rehabilità amb l'enginy de l'arquitecte Pierre Victor Jamaer. Per fe-ho, va integrar diversos edificis amb la construcció d'un altre de nou, amb una façana d'estil eclèctic.
Entre els alumnes de l'ARBA hi ha alguns dels més famosos noms de la pintura, escultura, i arquitectura de Bèlgica: James Ensor, Rene Magritte, i Paul Delvaux. El pintor Vincent van Gogh hi va estudiar, breument, a partir de les darreries de 1880, per millorar les seves tècniques d'anatomia, composició, i perspectiva. Peyo, creador dels Barrufets, també va estudiar-hi.
Cal no confondre aquesta institució amb l'Académie des Beaux-Arts de l'Institut de France.

## Directors
Alguns dels notables directors de la institució han estat:
- François-Joseph Navez (1835–1862)
- Louis Gallait (a finals del segle xix)
- Jean-François Portaels (començant el 1878)
- L'artista Joseph Stallaert (1895–1900)
- Charles van der Stappen (a començaments del segle XX)
- Jacques de Lalaing (1904–1913)
- Victor Rousseau (1919–1922)
- Victor Horta (1927–1931)
- L'arquitecte Henry Lacoste (1954–1957)
- Paul Delvaux (1965–1966)

## Artistes formats l'Académie royale des Beaux-Arts
- Jean-Frédéric Van der Rit (1823-1882), arquitecte.
- Auguste Schoy (1838-1885), arquitecte.
- Amédée Lynen (1852-1938), artista pintor i il·lustrador.
- Paul Du Bois (1859-1938), escultor belga.
- Henri Van Massenhove (1860-1934), arquitecte.
- Victor Rousseau (1865-1954), escultor belga.
- Herman Richir (1866-1942), artista pintor i professor de pintura.
- Gabriel van Dievoet (1875-1934), artista pintor i decorador art-nouveau belga.
- Jules Lentrein (1875-1943), pintor, aquarel·lista, i litògraf belga.
- Maurice De Korte (1889-1971), escultor belga.
- Victor Servranckx (1897-1965), pintor belga.
- Eliane de Meuse (1899-1993); pintor belga, Premi Godecharle 1921.
- Robert Schuiten (1912-1997), arquitecte i pintor belga.
- Albert Mangonès (1917-2002), arquitecte haitià.
- Claude Strebelle (nascut el 1917), arquitecte belga.
- Max Van Dyck (1902-1992), director de l'Acadèmia d'Anderlecht, Premi de Roma 1920
- Guy Huygens (1924), pintor belga.